# Diocesi di Curubi
La diocesi di Curubi (in latino Dioecesis Curubitana) è una sede soppressa e sede titolare della Chiesa cattolica.

## Storia
Curubi, corrispondente alla città di Korba nell'odierna Tunisia, è un'antica sede episcopale della provincia romana dell'Africa Proconsolare, suffraganea dell'arcidiocesi di Cartagine.
Sono noti quattro vescovi di questa sede. Vittore, vescovo donatista, assistette alla conferenza di Cartagine del 411, che vide riuniti assieme i vescovi cattolici e donatisti dell'Africa. Tra i vescovi cattolici convocati a Cartagine dal re vandalo Unerico nel 484 partecipò il vescovo Felice, che venne esiliato in Corsica. Peregrino prese parte a un'assemblea sinodale del 525 e Bennato firmò gli atti del concilio africano antimonotelita del 646.
A Curubi fu esiliato Cipriano di Cartagine attorno al 257. Nel suo De civitate Dei sant’Agostino riferisce di un fatto miracoloso avvenuto a Curubi e di come lui e Aurelio di Cartagine abbiano indagato sull'avvenimento per verificarne l'attendibilità.
Dal 1933 Curubi è annoverata tra le sedi vescovili titolari della Chiesa cattolica; dal 26 marzo 1998 il vescovo titolare è Claudio Silvero Acosta, S.C.I. di Béth., già vescovo ausiliare di Encarnación.

## Cronotassi

### Vescovi
- Vittore † (menzionato nel 411) (vescovo donatista)
- Felice † (menzionato nel 484)
- Peregrino † (menzionato nel 525)
- Bennato † (menzionato nel 646 circa)

### Vescovi titolari
- Paul-Marie Dumond, C.M. † (27 aprile 1912 - 19 febbraio 1944 deceduto)
- Joseph-Paul Strebler, S.M.A. † (8 novembre 1945 - 14 settembre 1955 nominato arcivescovo di Lomé)
- Rafael Valladares y Argumedo † (18 agosto 1956 - 31 agosto 1961 deceduto)
- Paul Grégoire † (26 ottobre 1961 - 20 aprile 1968  nominato arcivescovo di Montréal)
- Eugène-Jean-Marie Polge † (25 aprile 1968 - 25 giugno 1970 succeduto arcivescovo di Avignone)
- Jean Cuminal † (2 gennaio 1975 - 6 maggio 1982 nominato vescovo di Saint-Flour)
- Emerson John Moore † (3 luglio 1982 - 14 settembre 1995 deceduto)
- Walter Pérez Villamonte † (16 dicembre 1995 - 7 marzo 1998 nominato vescovo di Potosí)
- Claudio Silvero Acosta, S.C.I. di Béth., dal 26 marzo 1998